# Anacroneuria wari
Anacroneuria wari är en bäcksländeart som beskrevs av Bill P.Stark 2004. Anacroneuria wari ingår i släktet Anacroneuria och familjen jättebäcksländor. Inga underarter finns listade i Catalogue of Life.